# Počekovići
Počekovići (cyr. Почековићи) – wieś w Czarnogórze, w gminie Nikšić. W 2011 roku liczyła 40 mieszkańców.